# Stan Mikita
Stan Mikita (20. května 1940 – 7. srpna 2018) byl kanadský hokejista slovenského původu. Dne 30. listopadu 2002 byl uveden do Síně slávy slovenského hokeje. U příležitosti 100. výročí NHL byl v lednu 2017 vybrán jako jeden ze sta nejlepších hráčů historie ligy.

## Mládí
Narodil se v obci Sokolče na Slovensku jako Stanislav Guoth (někdy uváděn jako Gvoth). Byl potomkem liptovského šlechtického rodu Guoth s predikátem z Gôtovian (Guoth de Guothfalva). Otec Juraj Guoth a matka Emilia (rozená Mikitová) požádali v roce 1948 jeho strýce Joea Mikitu a tetu Anne, při jejich návštěvě na Slovensku, aby syna adoptovali. V osmi letech Stanislav odcestoval se strýcem do Kanady, kde přijal jeho jméno Mikita. Vyrůstal v kanadské provincii Ontario v městečku St. Catharines kousek od Toronta, kde začal hrát lední hokej. V sezoně 1957/1958 hrál za St. Catharines Teepees v OHA. Následující sezonu už hrál v NHL, kde vydržel 22 let. Jeho rodiště Sokolče bylo počátkem sedmdesátých let 20. století zaplaveno budovanou přehradou Liptovská Mara.

## Kariéra v NHL
V roce 1959 přestoupil do týmu Chicago Blackhawks, kde vydržel celou svou hokejovou kariéru v NHL. V prvních sezonách vynikal především silou svých pěstí a vysloužil si přezdívku „Malý ďábel“. V sezoně 1960/1961 kdy Chicago získalo Stanley Cup se začal projevovat jako střelec a tvůrce hry. Následující sezonu skončil na čtvrtém místě kanadského bodování NHL a třetí Gordie Howe byl před ním jenom díky více vstřeleným brankám. V play-off ale Mikita dal ve 12 zápasech 6 gólů a přidal 15 asistencí, dohromady měl tedy 21 bodů, což byl v té době rekord NHL. Taky se hodně polepšil v sezoně 1966/1967 měl jen 12 trestných minut a získal Lady Byng Memorial Trophy pro nejslušnějšího hráče NHL. Přitom ještě v ročníku 1964/1965 měl 154 trestných minut. Dvakrát získal Hart Trophy pro nejlepšího hráče sezony.
V Chicagu hrál až do roku 1980, kdy ukončil kariéru. V té době byl druhý nejproduktivnější hráč historie NHL. V roce 1983 byl zvolen do hokejové síně slávy. V klubu stále vede tabulky v počtu sehraných zápasů (1394), asistencí (926) a získaných bodů (1467).

## Vynálezce zahnuté čepele
Dříve měly všechny hokejky rovnou čepel, avšak málokdo ví, jak vznikla ta ohnutá. Jednou se na tréninku Stan Mikita rozzlobil, strčil čepel hokejky mezi dvířka u střídačky a chtěl ji zlomit. Čepel ale nepraskla, jenom se ohnula a Bobby Hull se jej zeptal: „Dokázal bys s tímhle vůbec vystřelit?“ Stan vystřelit dokázal a navíc mnohem lépe, protože puk dostal rotaci a faleš. Od té doby si někteří hráči začali ohýbat hole, dnes už je zahnutá čepel naprostou samozřejmostí.

## Trofeje
- Stanley Cup (1961)
- Art Ross Trophy 4 x (1964, 1965, 1967, 1968)
- Hart Trophy 2 x (1967, 1968)
- Lester B. Pearson Trophy (1976)
- Lady Byng Trophy 2 x (1967, 1968)

## Klubové statistiky
| Sezona  | Klub               | Soutěž | Základní část | Základní část | Základní část | Základní část | Základní část | Play off | Play off | Play off | Play off | Play off |
| Sezona  | Klub               | Soutěž | Z             | G             | A             | B             | TM            | Z        | G        | A        | B        | TM       |
| ------- | ------------------ | ------ | ------------- | ------------- | ------------- | ------------- | ------------- | -------- | -------- | -------- | -------- | -------- |
| 1958-59 | Chicago Blackhawks | NHL    | 3             | 0             | 1             | 1             | 4             | —        | —        | —        | —        | —        |
| 1959-60 | Chicago Blackhawks | NHL    | 67            | 8             | 18            | 26            | 119           | 3        | 0        | 1        | 1        | 2        |
| 1960-61 | Chicago Blackhawks | NHL    | 66            | 19            | 34            | 53            | 100           | 12       | 6        | 5        | 11       | 21       |
| 1961-62 | Chicago Blackhawks | NHL    | 70            | 25            | 52            | 77            | 97            | 12       | 6        | 15       | 21       | 19       |
| 1962-63 | Chicago Blackhawks | NHL    | 65            | 31            | 45            | 76            | 69            | 6        | 3        | 2        | 5        | 2        |
| 1963-64 | Chicago Blackhawks | NHL    | 70            | 39            | 50            | 89            | 146           | 7        | 3        | 6        | 9        | 8        |
| 1964-65 | Chicago Blackhawks | NHL    | 70            | 28            | 59            | 87            | 154           | 14       | 3        | 7        | 10       | 53       |
| 1965-66 | Chicago Blackhawks | NHL    | 68            | 30            | 48            | 78            | 58            | 6        | 1        | 2        | 3        | 2        |
| 1966-67 | Chicago Blackhawks | NHL    | 70            | 35            | 62            | 97            | 12            | 6        | 2        | 2        | 4        | 2        |
| 1967-68 | Chicago Blackhawks | NHL    | 72            | 40            | 47            | 87            | 14            | 11       | 5        | 7        | 12       | 6        |
| 1968-69 | Chicago Blackhawks | NHL    | 74            | 30            | 67            | 97            | 52            | —        | —        | —        | —        | —        |
| 1969-70 | Chicago Blackhawks | NHL    | 76            | 39            | 47            | 86            | 50            | 8        | 4        | 6        | 10       | 2        |
| 1970-71 | Chicago Blackhawks | NHL    | 74            | 24            | 48            | 72            | 85            | 18       | 5        | 13       | 18       | 16       |
| 1971-72 | Chicago Blackhawks | NHL    | 74            | 26            | 39            | 65            | 46            | 8        | 3        | 1        | 4        | 4        |
| 1972-73 | Chicago Blackhawks | NHL    | 57            | 27            | 56            | 83            | 32            | 15       | 7        | 13       | 20       | 8        |
| 1973-74 | Chicago Blackhawks | NHL    | 76            | 30            | 50            | 80            | 46            | 11       | 5        | 6        | 11       | 8        |
| 1974-75 | Chicago Blackhawks | NHL    | 79            | 36            | 50            | 86            | 48            | 8        | 3        | 4        | 7        | 12       |
| 1975-76 | Chicago Blackhawks | NHL    | 48            | 16            | 41            | 57            | 37            | 4        | 0        | 0        | 0        | 4        |
| 1976-77 | Chicago Blackhawks | NHL    | 57            | 19            | 30            | 49            | 20            | 2        | 0        | 1        | 1        | 0        |
| 1977-78 | Chicago Blackhawks | NHL    | 76            | 18            | 41            | 59            | 35            | 4        | 3        | 0        | 3        | 0        |
| 1978-79 | Chicago Blackhawks | NHL    | 65            | 19            | 36            | 55            | 34            | —        | —        | —        | —        | —        |
| 1979-80 | Chicago Blackhawks | NHL    | 17            | 2             | 5             | 7             | 12            | —        | —        | —        | —        | —        |
| 22 let  | Celkem             | NHL    | 1394          | 541           | 926           | 1467          | 1270          | 155      | 59       | 91       | 150      | 169      |